# 穆罕默德·艾哈迈德
穆罕默德·艾哈邁德（法語：Mohamed Ahmed，1917年7月2日—1984年1月27日）是葛摩政治家，他出生在昂儒昂島。1950年代時，他成為葛摩最重要的反法國政治領袖之一，並且從1957年至1962年為止開始擔任政府議會副主席。在之後他變得較不具影響力，一直到葛摩在1975年獲得獨立後地位才重新回升，艾哈邁德本身也支持於1978年5月的政變推翻阿里·薩利赫。他後來成為主管政府的政治軍事委員會主席，但是在1978年10月所有的權力移交給另一名主席艾哈邁德·阿卜杜拉。

## 外部連結
- https://web.archive.org/web/20070101141754/http://usuarios.lycos.es/alpheratz/ahmed_mohamed.jpg - Φωτογραφία του πολιτικού.